# Tødsø
Tødsø is een plaats in de Deense regio Noord-Jutland, gemeente Morsø. De plaats telt 272 inwoners (2008).